# Dulce patria
Dulce patria es un postre chileno típico de la gastronomía santiaguina hecho con almendras, huevos, azúcar, whisky, agua y especias. Tiene una consistencia suave de crema y con gusto a mazapán.

## Historia
En 1890, Eusebio Lillo junto a su familia de viaje por Europa, se hizo acompañar por su ama de llaves, Juanita Basaure, quien poseía innatas aptitudes para la cocina por lo cual la inscribieron para estudiar repostería en una afamada academia de París. El postre fue la creación y examen de graduación de la empleada.
En efecto, el nombre emula la estrofa del coro del himno nacional chileno «Dulce Patria, recibe los votos...».

## Preparación
Cómo se hace el "Dulce Patria" es considerado el secreto mejor guardado de la familia Lillo. El bisnieto de Eusebio Lillo es el único que conoce la preparación e ingredientes exactos de la receta, la cual ha pasado de generación en generación y en la actualidad se comercializa bajo dicha marca registrada.